# 桃園孔子廟
25°00′04″N 121°19′40″E / 25.001133°N 121.327709°E
桃園孔子廟，是位於臺灣桃園市桃園區三元里的孔廟，原借居於桃園文昌廟，至1989年在虎頭山公園落成，為臺灣十三座官設孔廟中最晚建立的，有著道教祭祀色彩，廟內設孔子像，每年辦理釋奠典禮活動及祈福活動。

## 沿革

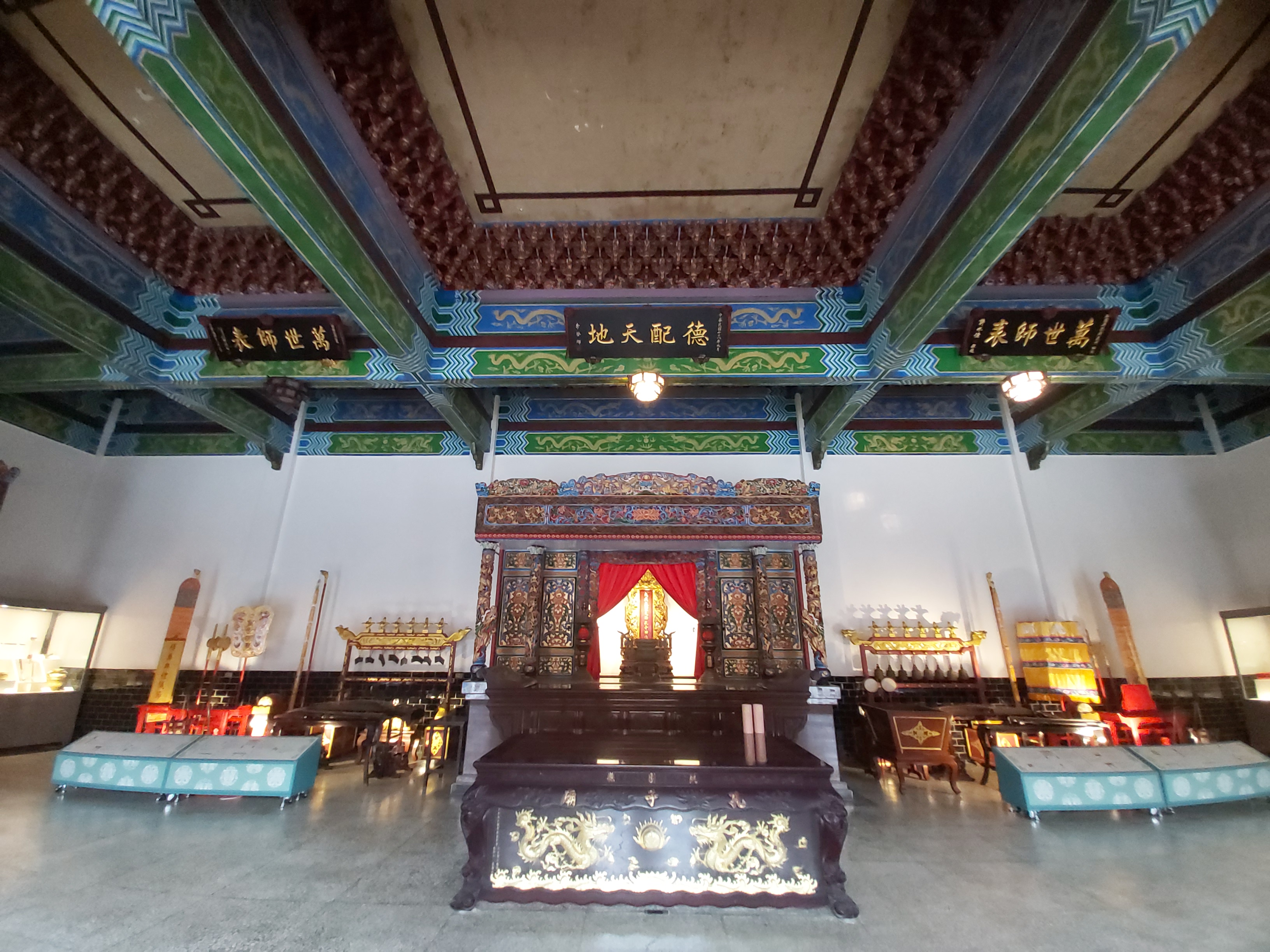
大成殿內至聖先師孔子神位

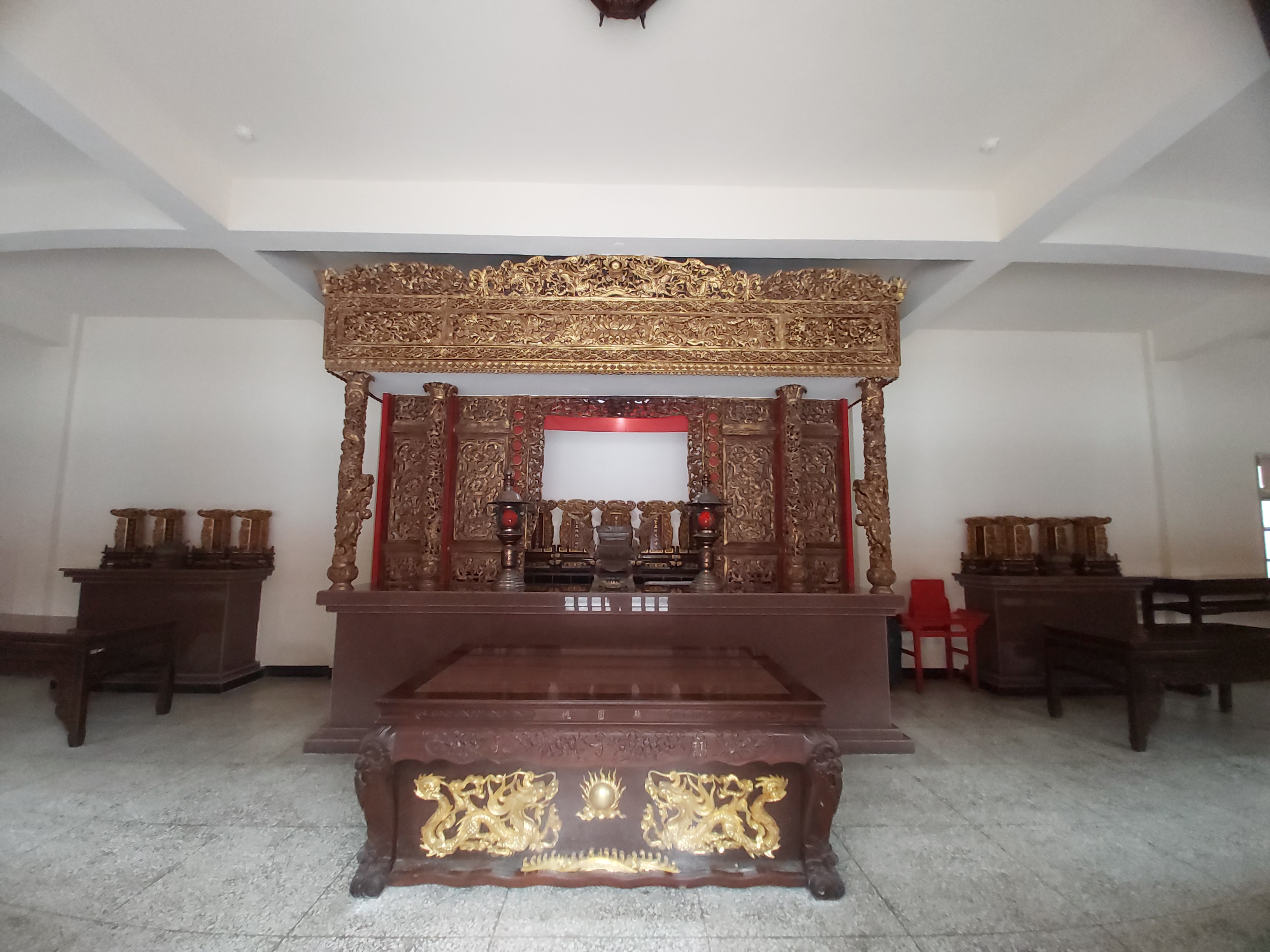
崇聖祠

1955年11月28日，臺灣省文獻工作研討會在花蓮縣議會禮堂舉行，會中建議臺灣省政府在各縣市建立孔廟，藉以樹立中心信仰、弘揚聖教，以配合社會改造運動，達成復國建國大業。過去因桃園無孔廟，遂將孔子神位和塑像在桃園文昌廟供奉。1968年，原祀文昌帝君的桃園文昌廟，正式改祀孔子神像。該年，時任桃園縣縣長陳長壽贈寫有「孔子廟」的木匾。兩廟共存約二十三年。
1984年報導，地方人士認為文昌廟不足以表達對至聖先師的崇敬，因此桃園市民間發起、市公所及縣政府配合，籌備在虎頭山上另建一座孔廟。志於建廟的簡麒標接連得到時任桃園縣縣長徐鴻志、桃園市市長陳阿仁、臺灣省議員林清松協助，從臺灣省政府得到一千五百萬元補助，桃園縣政府、桃園市公所也各出一千五百萬元。但興建預算遭其他桃園縣議員杯葛，因幾個鄉鎮都希望爭取興建，後來興建地點確定，又因建地佔用虎頭山兒童樂園及公園櫻花林道引起地方抗議，以及建地地基不足、桃園高中交換土地、地上現有房屋拆遷等問題。

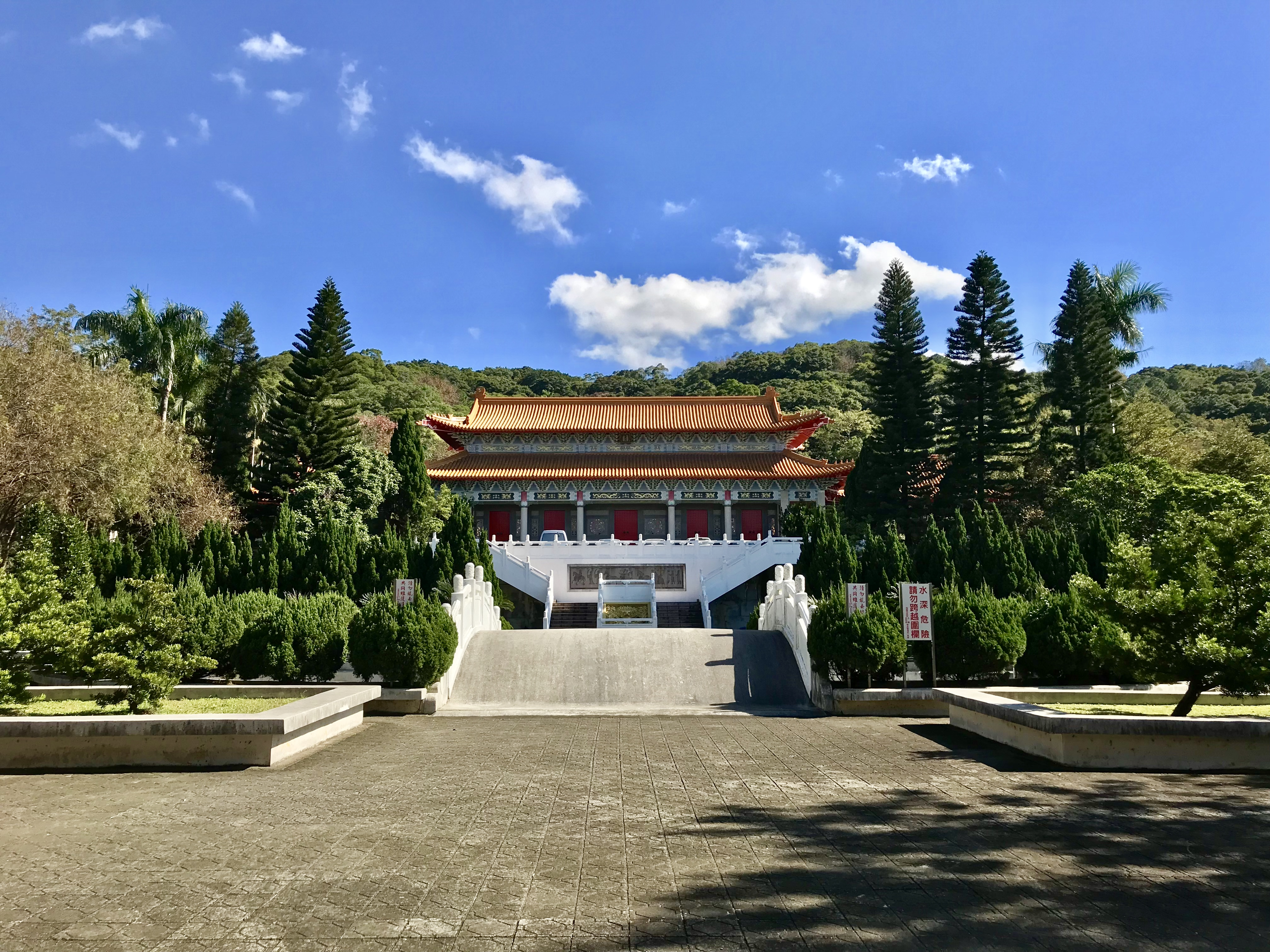
大成門

內政部在1986年5月12日來函同意興建，工程分兩期興建，廟址屬於三元里。在尚未完工前，1988年12月5日上午，孔廟管理委員會以明年沒有良日吉時為由，先決搬至新殿，並雇用卅四個陣頭遊行桃園市區，上午11點舉行安座大典。1989年9月28日落成啟用，為臺灣十三座官設孔廟中最晚建立的。建築包括大成殿、大成門、東西廡、崇聖祠等中國宮殿式建築。
落成後地方人士成立桃園縣崇聖會，簡麒標為創辦人。桃園縣政府提供兩房間以感謝崇聖會出資出力，讓崇聖會繳交租金使用。崇聖會以入會費、點功名燈、捐款及利息收入提供學生獎學金，公立學校學生佔六成、私立學校佔四成。
九二一地震造成大成殿正中央屋瓦脫落，部分結構輕微受損，次年教師節祭孔停辦。見到縣府財政困窘的簡麒標捐錢僱工將屋頂修復，受縣府在2001年2月27日表揚其善行。

## 釋奠

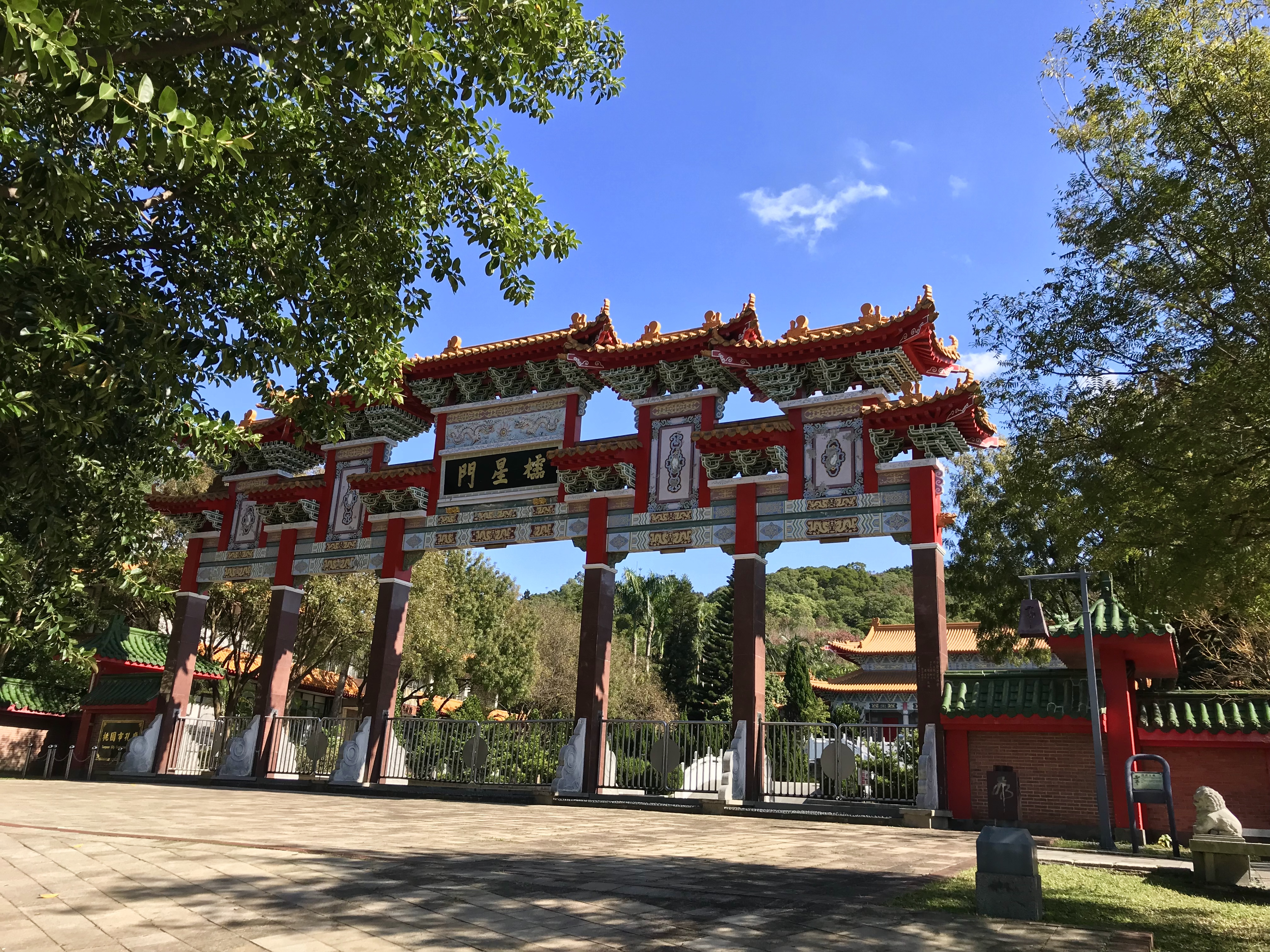
櫺星門

建廟後，由桃園東門國小教師范莉琳教導六佾舞。1989年首次依古禮祭孔，因廟宇尚未完成、縣府將預演臨時取消，導致正式祭典時混亂，引起非議。1991年秋祭，以往由高中生擔任的禮生，改由國小教師擔任。祭孔中時所需的正獻官、分獻官與陪祭官，加總需少要有二十五人，但政府單位主管興趣低落，因此會找校長、各民間團體擔任。
釋奠流程是由樂生分擊晉鼓、鏞鐘，在鼓初嚴、鼓再嚴、鼓三嚴後，禮生、樂生、佾生隨著鐘鼓聲，按照五步一頓的節奏，分別移步就位，在〈咸合之曲〉的樂聲中，迎神進大成殿，所有與祭者同時行三鞠躬禮。在進饌、上香後，即開始行初獻禮、初分獻禮，此時樂奏〈寧和之曲〉，麾生舉麾，節生舉節，樂歌、六佾舞與諸樂和鳴並起，於恭讀祝文後續行亞分獻禮、終分獻禮，最後撤撰、送神、闔扉，祭孔大典完成。
桃園縣民政局趁2004年秋祭現場問卷調查，詢問民眾對拔智慧毛、和祭孔大典的看法，九成以上民眾贊成簡約，並同意把太牢改為素食，但矛盾的是，民眾一方面贊成祭孔改為素太牢，又不望取消拔智慧毛的活動。對此置換素食的措施，議員們各有堅持，議員藍勝民認為祭孔心意最重要、不宜殺生，而議員劉俊儀、黃婉如、姜義青、黃智銘則認為祭孔重古禮，不宜從簡，因此2007年依然用葷食。2008年秋祭，民政局力排眾議，把祭孔所需的太牢，全都改為麵龜製，經費節省17萬元，在當時只剩臺南孔子廟是全臺灣唯一葷食祭孔的孔廟。

## 塑像

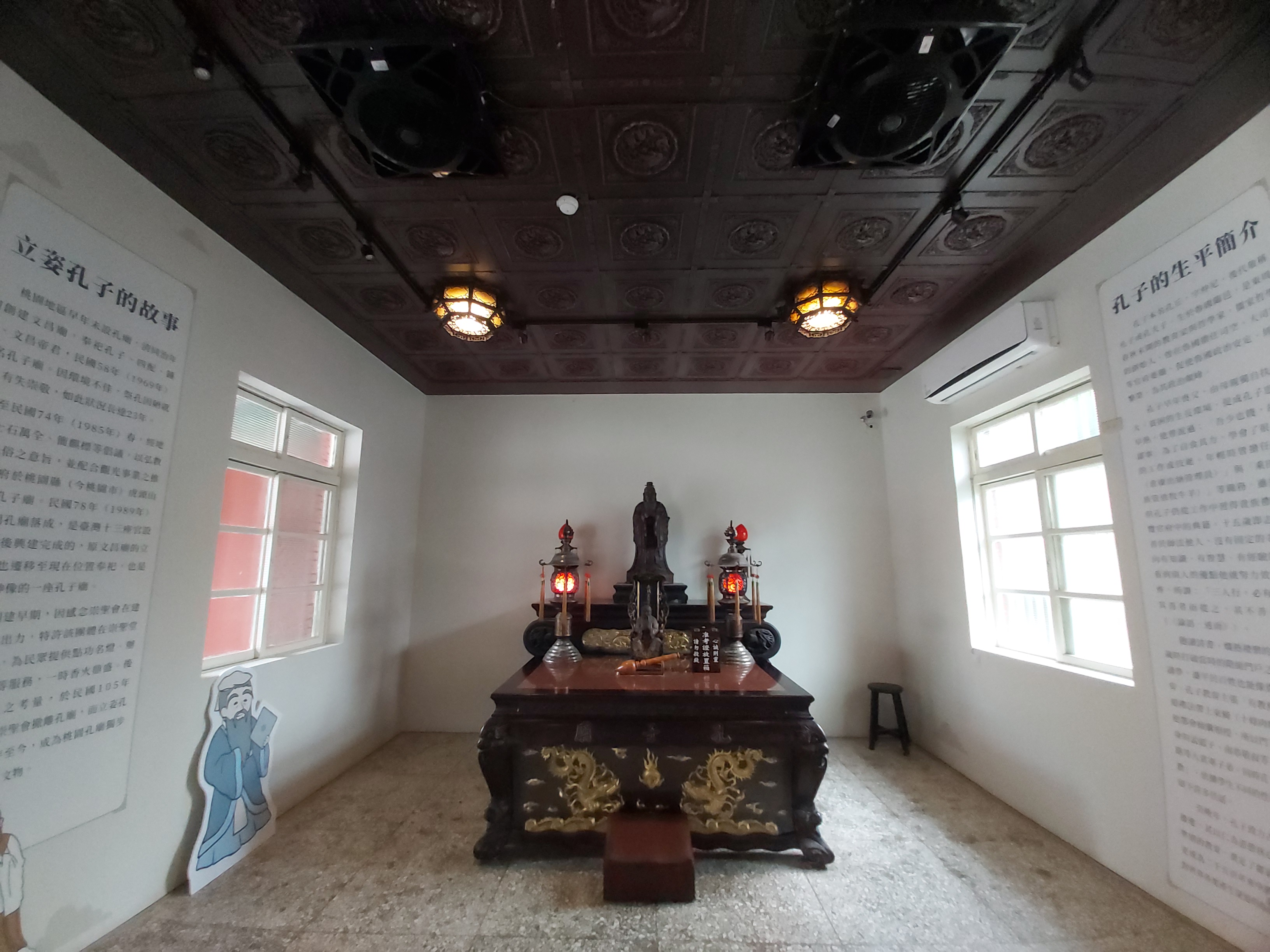
東廡內孔子聖像

崇聖會從桃園文昌廟中迎來一尊孔子像供奉，讓人上香膜拜、點光明燈。此像以樟木雕成，上漆色彩，高約三台尺。因孔廟非一般寺廟，該像只能擺在東廡。除此立姿的孔子像外，崇聖會又另外安座一尊坐姿的孔子像，提供考生將影印准考證放在孔子像桌前。過去，新竹第一國際獅子會想捐獻一座孔子像給新竹孔廟，被內政部認為孔廟內不宜放孔子塑像。簡麒標說他見到曲阜孔廟孔子像可擺在大成殿內，但臺灣卻不准許，讓他感到有些納悶。此儒道不分的現象，遭到縣議員廖輝星在2012年5月質疑，要求遷移。民政局本有意協調遷移，但因學生家長反映考季不可遷移，否則會影響考生心情，遂未決。

## 外部連結
- 桃園市政府孔廟忠烈祠聯合管理所 （页面存档备份，存于）